# Якаб-Хедь
Якаб-Хедь (Якабхедь; угор. Jakab-hegy — «гора Якова») — найвища гора західного гірського масиву в Південній Угорщині. Висота гори 602 м.

## Географія
Гора розташована в північно-західній частині міста Печ. Гора височіє над Середньодунайською низовиною. під час гарної погоди з гори Якаб-Хедь можна побачити Східний Мечек з 682 метровою вершиною Зенгє.

## Геологія

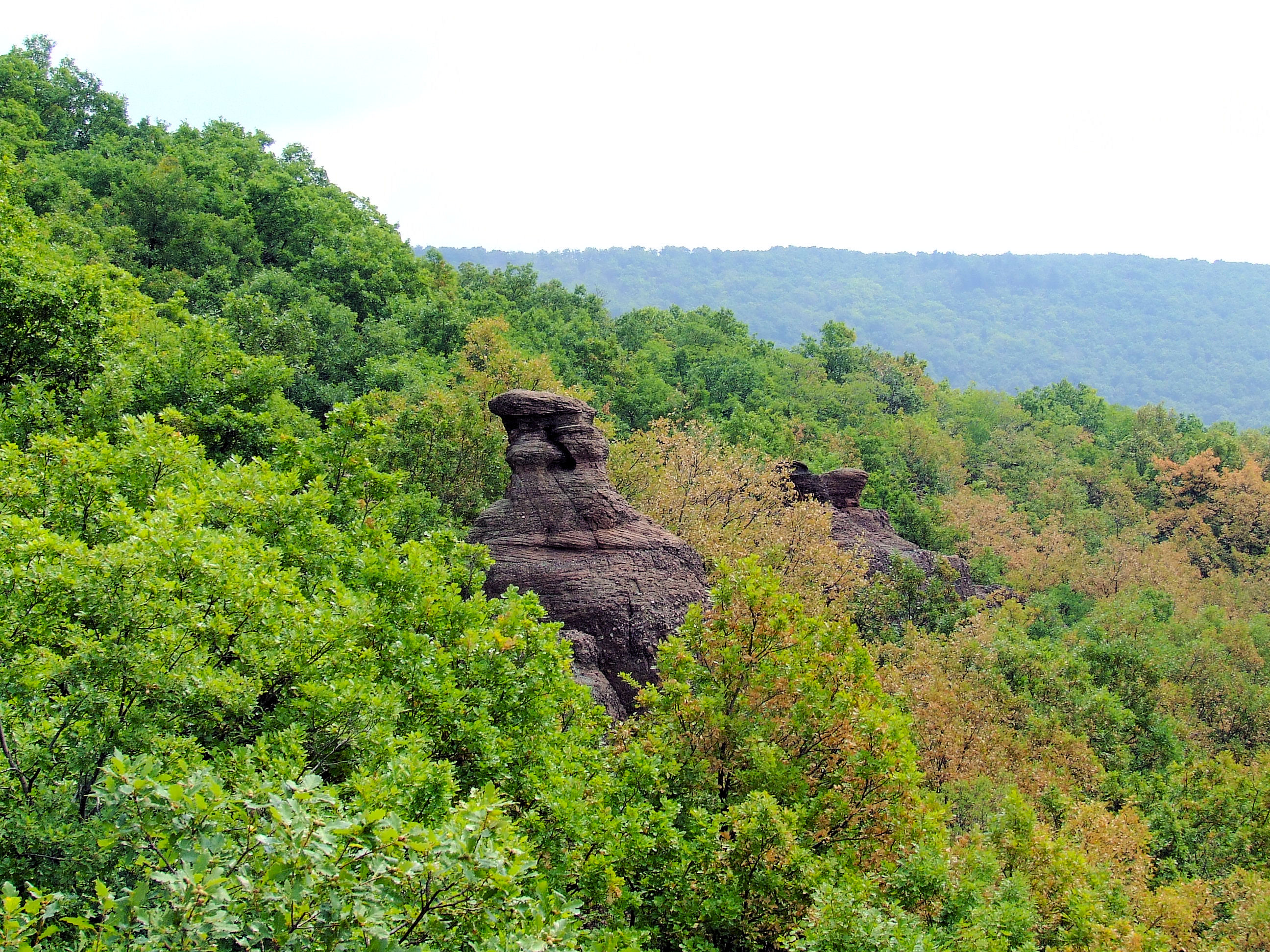
Бабаш Серкєвек

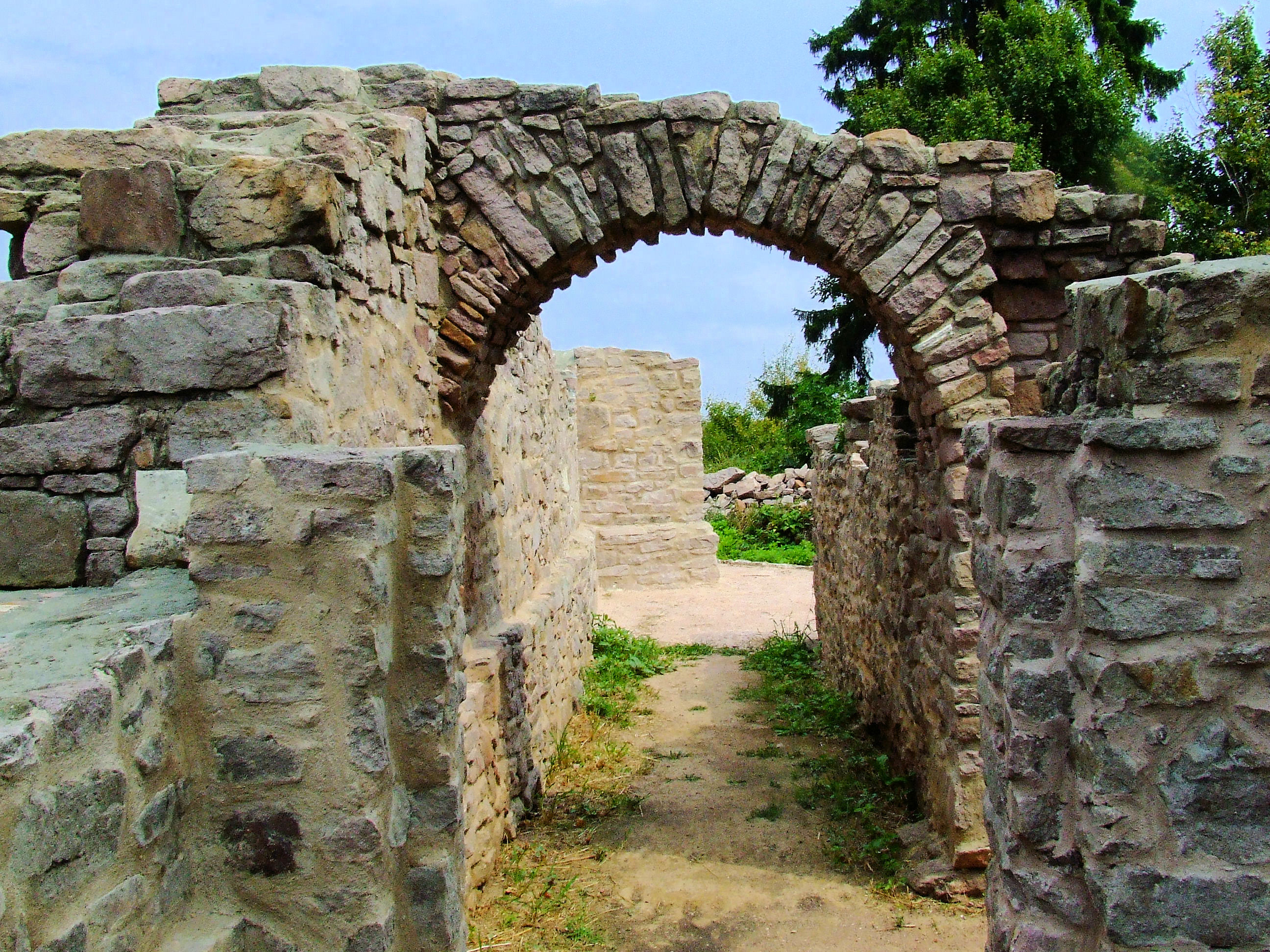
Руїни монастиря паулінов

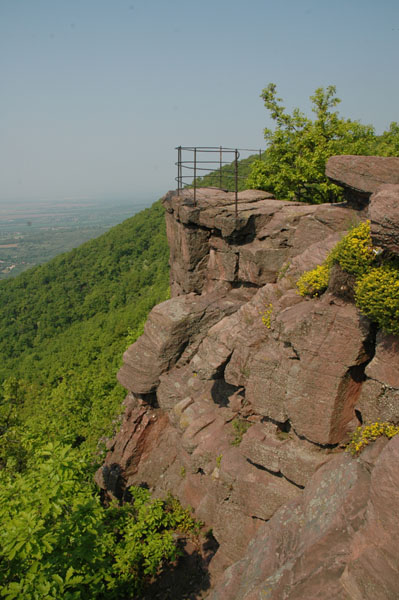
Жонгоркє

Гора виникла в Палеозойську еру і складається з пермського пісковика. Під час ерозійних процесів сформувалося декілька скельних утворень: «Бабаш Серкєвек» («Ряд людиноподібних каменів») і «Жонгоркє» («Камінь Жонгора»).
На Якаб-Хедь знаходиться єдине родовище урану . Видобувати мінеральний ресурс почали в 1950 роках за підтримки радянської влади. Очищений уран використовували з 1982 року для експлуатації АЕС Пакш. Після закінчення Холодної війни та високої ціни видобутку в 1990 році шахти були закриті.

## Історія
З давніх-давен на горі селилися люди. За часів Залізної доби на горі був збудований великий форт, який став важливим політичним центром Гальшатської культури та Кельтів. Після того як форт завоювали римляни, він був закинутий, але до цих пір видніються фортифікаційні вали. В Середні віки в закинутій фортеці з'явилося невелике село. Його покровителем був Святий Яків — звідси і назва гори. В 1225 році був заснований монастир Ордену Пауліни, він продовжував функціонувати до окупації Угорщини турками. В 1736 році монастир відбудували, а в 1828 році зруйнували. До нашого часу залишилися лише руїни.